# Nicolai Remberg
Nicolai Ramberg (Rheine, 19 giugno 2000) è un calciatore tedesco, centrocampista dell'Holstein Kiel. Dal 1 luglio 2025 giocherà nell'Amburgo.

## Carriera
Remberg è cresciuto nel settore giovanile del Preußen Münster e nel luglio del 2020 è stato promosso in prima squadra, dove ha debuttato il 4 settembre nell'incontro di Regionalliga pareggiato 1-1 contro il Rödinghausen. In poco tempo è diventato un elemento imprescindibile del centrocampo del club bianconero, che lo ha nominato miglior giocatore del club nel 2021.
Il 28 aprile 2023, poco dopo aver centrato l'aritmetica promozione in 3. Liga, ha firmato un contratto con l'Holstein Kiel, valido a partire dal termine della stagione; nella stagione 2023-2024 con 2 reti in 32 presenze contribuisce alla promozione dalla seconda alla prima divisione del suo nuovo club, con il quale nella stagione 2024-2025 esordisce in prima divisione.

## Statistiche

### Presenze e reti nei club
Statistiche aggiornate al 14 ottobre 2024
| Stagione        | Squadra         | Campionato      | Campionato | Campionato | Coppe nazionali | Coppe nazionali | Coppe nazionali | Coppe continentali | Coppe continentali | Coppe continentali | Altre coppe | Altre coppe | Altre coppe | Totale | Totale | Totale |
| Stagione        | Squadra         | Comp            | Pres       | Reti       | Comp            | Pres            | Reti            | Comp               | Pres               | Reti               | Comp        | Pres        | Reti        | Pres   | Reti   |        |
| --------------- | --------------- | --------------- | ---------- | ---------- | --------------- | --------------- | --------------- | ------------------ | ------------------ | ------------------ | ----------- | ----------- | ----------- | ------ | ------ | ------ |
| 2020-2021       | Preußen Münster | RL              | 38         | 3          | CG              | 0               | 0               | -                  | -                  | -                  | -           | -           | -           | 38     | 3      |        |
| 2021-2022       | Preußen Münster | RL              | 36         | 4          | CG              | 2               | 0               | -                  | -                  | -                  | -           | -           | -           | 38     | 4      |        |
| 2022-2023       | Preußen Münster | RL              | 31         | 7          | CG              | 0               | 0               | -                  | -                  | -                  | -           | -           | -           | 31     | 7      |        |
| 2023-2024       | Holstein Kiel   | 2L              | 32         | 2          | CG              | 2               | 0               | -                  | -                  | -                  | -           | -           | -           | 34     | 2      |        |
| 2024-2025       | Holstein Kiel   | BL              | 6          | 0          | CG              | 1               | 0               | -                  | -                  | -                  | -           | -           | -           | 7      | 0      |        |
| Totale carriera | Totale carriera | Totale carriera | 143        | 16         |                 | 5               | 0               |                    | -                  | -                  |             | -           | -           | 148    | 16     |        |

## Palmarès

### Club

#### Competizioni nazionali
- Regionalliga: 1

Preußen Münster: 2022-2023 (Ovest)